# Хоругвь Кмитов
Хоругвь Кмитов, Радван Совитый (пол. Chorągwie Kmitów, Radwan Sowity) — польский дворянский герб.

## Описание
В красном поле две военных хоругви, или двое крепостных ворот, белого цвета, расположенных одни над другими. Над шлемом видно пять страусовых перьев. Такое знамя было пожаловано князьями Подолии некоему Вороне, от которого происшедший род Вороновичей переселился впоследствии в Литву, где сохранил свой герб. По прозванию одного члена этого дома Кмитом его имя было оставлено и за гербом, усвоенным этому роду.
Герб Кмита (употребляют Коцьмеровские) внесен в Часть 3 Гербовника дворянских родов Царства Польского, стр. 32

## Герб используют
18 родовBykowski, Cerlenkowski, Cymbalist, Cymbalista, Czarnobylski, Deszkowski, Hryckiewicz, Hryćkiewicz, Hryszkiewicz, Кмита (Kmita), Олизары (Olizar), Redler, Szyłowicz, Tysza, Uranowicz, Wołczkiewicz, Wołczkowicz, Worłowski, Вороновицкие Вороновичи (Woronowicki Woronowicz), Вороновичи (Woronowicz).